# (20975) 1981 ER4
A (20975) 1981 ER4 a Naprendszer kisbolygóövében található aszteroida. Schelte J. Bus fedezte fel 1981. március 2-án.